# Delphine Claudel
Delphine Claudel, född 23 mars 1996 i Remiremont, är en fransk längdskidåkare. Hon deltog i Olympiska vinterspelen 2018 i Sydkorea samt i världsmästerskapen 2019 i Seefeld in Tirol. Hennes första topp tio i världscupen var en nionde plats från 10 kilometer fri stil i Davos 2020. I Tour de Ski 2021 lyckades hon bli sjua i en etapp i Toblach, 10 kilometer fri stil med individuell start. I den sista etappen i Val di Fiemme med klättringen uppför slalombacken hade hon tredje bästa åktid och tog därmed sin första pallplats i världscupen. I sammandraget slutade hon på sextonde plats, drygt sju minuter efter vinnande Jessie Diggins.

## Resultat

### Världscupen

#### Individuella pallplatser
Claudel har sex individuella pallplatser i världscupen: en seger, två andraplatser och tre tredjeplatser.
| Säsong    | Datum           | Plats         | Disciplin                   | Placering |
| --------- | --------------- | ------------- | --------------------------- | --------- |
| 2020/2021 | 10 januari 2021 | Val di Fiemme | 10 km masstart (F)          | 3:a       |
| 2021/2022 | 4 januari 2022  | Val di Fiemme | 10 km masstart (F)          | 3:a       |
| 2022/2023 | 8 januari 2023  | Val di Fiemme | 10 km masstart (F)          | 1:a       |
| 2022/2023 | 27 januari 2023 | Les Rousses   | 10 km individuell start (F) | 2:a       |
| 2023/2024 | 7 januari 2024  | Val di Fiemme | 10 km masstart (F)          | 3:a       |
| 2023/2024 | 9 februari 2024 | Canmore       | 15 km masstart (F)          | 2:a       |

#### Ställning i världscupen
| Säsong  | Discipliner | Discipliner | Discipliner | Discipliner | Discipliner | Discipliner | Tourer      | Tourer      | Tourer    | Tourer |
| Säsong  | Totalt      | Totalt      | Distans     | Distans     | Sprint      | Sprint      | Nord. öppn. | Tour de Ski | VC- avsl. |        |
| Säsong  | Poäng       | Plac.       | Poäng       | Plac.       | Poäng       | Plac.       | Nord. öppn. | Tour de Ski | VC- avsl. |        |
| ------- | ----------- | ----------- | ----------- | ----------- | ----------- | ----------- | ----------- | ----------- | --------- | ------ |
| 2016/17 | 0           | –           | 0           | –           | 0           | –           | –           | –           | –         |        |
| 2017/18 | 0           | –           | 0           | –           | 0           | –           | DNF         | DNF         | –         |        |
| 2018/19 | 51          | 69:e        | 34          | 53:e        | 17          | 53:e        | –           | DNF         | 49:e      |        |
| 2019/20 | 225         | 32:a        | 138         | 26:e        | 10          | 67:e        | –           | 23:e        | i.u.      |        |
| 2020/21 | 210         | 26:e        | 150         | 23:e        | —           | —           | 43:e        | 16:e        | i.u.      |        |
| 2021/22 | 261         | 21:a        | 165         | 14:e        | —           | —           | i.u.        | 11:e        | i.u.      |        |
| 2022/23 |             |             |             |             |             |             | i.u.        | 10:e        | i.u.      |        |

### Olympiska spel
| Tävling          | 10 km | Skiathlon | 30 km | Sprint | Stafett | Lagsprint |
| ---------------- | ----- | --------- | ----- | ------ | ------- | --------- |
| Pyeongchang 2018 | 57:e  | —         | —     | —      | 12:e    | —         |
| Peking 2022      | —     | 9:e       | —     | —      | 12:e    | —         |

### Världsmästerskap
| Tävling         | 10 km | Skiathlon | 30 km | Sprint | Stafett | Lagsprint |
| --------------- | ----- | --------- | ----- | ------ | ------- | --------- |
| Seefeld 2019    | —     | 31:a      | —     | 35:e   | 8:e     | —         |
| Oberstdorf 2021 | 22:a  | 7:e       | 17:e  | —      | —       | —         |